# Abri du Cheix

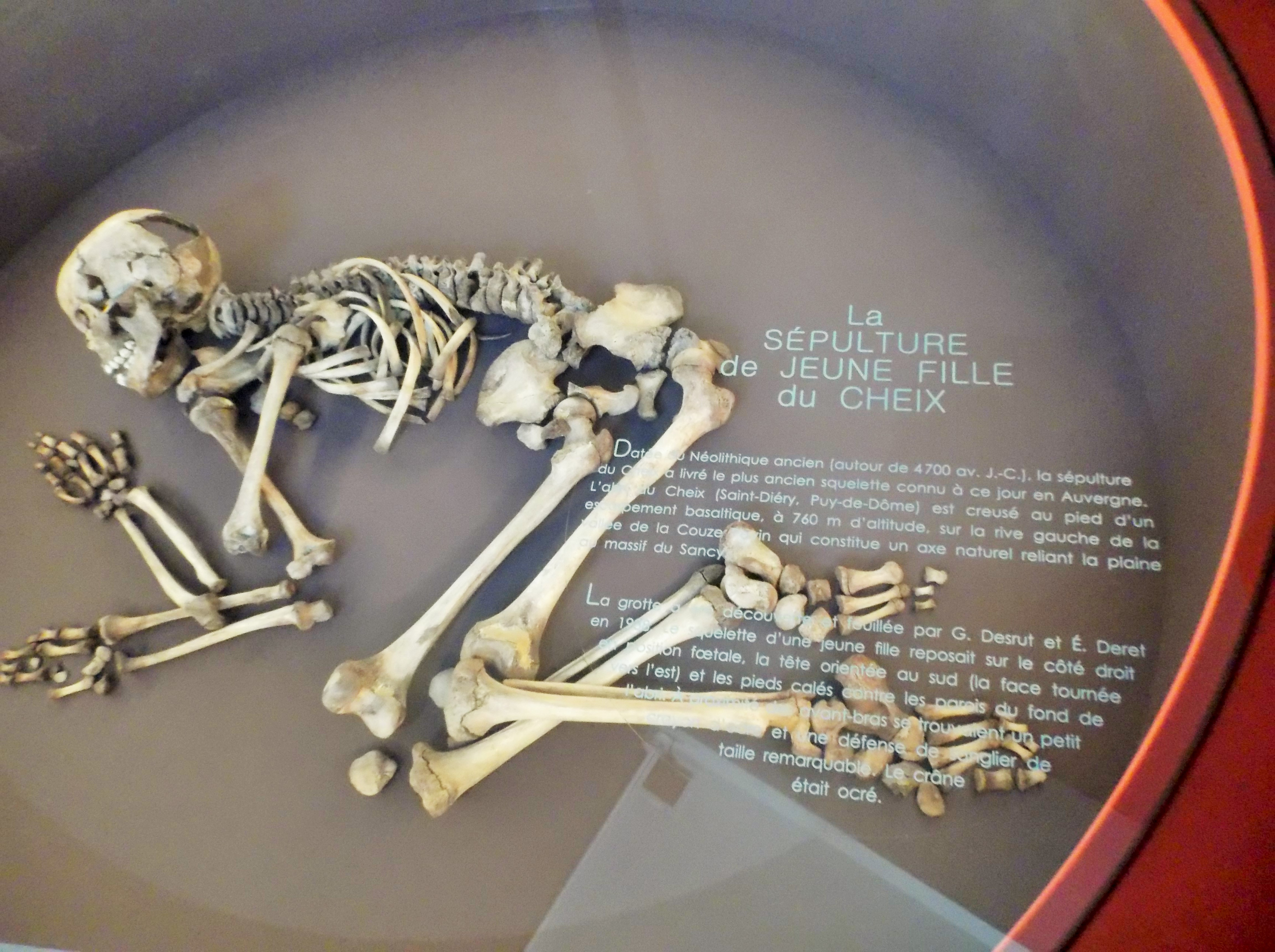
Das Mädchen von Cheix

Der Abri du Cheix ist ein vom Epipaläolithikum bis zum Neolithikum genutzter Abri am östlichen Rand der Monts Dore am Fuße eines Basaltsteilhanges, über dem Couze-Pavin-Tal westlich von Saint-Diéry im Département Puy-de-Dôme in Frankreich. Die flache Halbhöhle wurde um 1970 zerstört.
Der Abri wurde 1937 und 1938 von den Amateurarchäologen Georges Desrut und E. Deret ausgegraben. Ihre 1939 und 1940 veröffentlichte Grabung erbrachte eine Anzahl von Feuersteinen und Tierresten, vor allem aber das in fötaler Position bestattete „Junge Mädchen von Cheix“.
Die ursprünglich von Jean-Pierre Daugas (1946–2011) auf das Azilien datierte Stätte wird inzwischen ins Epipaläolithikum datiert. Die Stätte ist charakteristisch für vereinzelte Beisetzungen im Mittelgebirge der Auvergne. Es gibt auch Spuren einer neolithischen Nutzung.

## Mädchen von Cheix
Das im Museum Bargoin in Clermont-Ferrand ausgestellte Skelett galt lange als zeitgenössisch mit den Azilienfunden im Abri. 1979 schlug Jean-Pierre Daugas vor, dass es mit den ebenfalls vorhandenen neolithischen Objekten zeitgleich sein könnte. 14C–Datierungen bestätigten dies und ergaben 4.710 ± 70 Jahre v. Chr., die Zeit des frühen Neolithikums.